# دييغو دي سوزا اندراد
دييغو دي سوزا اندراد (بالإسبانية: Diego de Souza Carballo)‏ (14 مايو 1984 في الأوروغواي - ) هو لاعب كرة قدم أوروغواني في مركز الوسط. شارك مع منتخب الأوروغواي تحت 17 سنة لكرة القدم ومنتخب الأوروغواي لكرة القدم. أما مع النوادي، فقد لعب مع بانفيلد وديفينسور سبورتينغ ومونتيفيديو واندررز وميونيسيبال وCerro Largo F.C. ‏.

## وصلات خارجية
- دييغو دي سوزا اندراد على موقع الاتحاد الدولي (مؤرشف)  (الإنجليزية)
- دييغو دي سوزا اندراد على موقع قاعدة بيانات كرة القدم.إي يو (الإنجليزية)
- دييغو دي سوزا اندراد على موقع Soccerway.com (الإنجليزية)